# عدنان هودجيتش
عدنان هودجيتش (بالإنجليزية: Adnan Hodžić)‏ مواليد 6 ديسمبر 1988 في سراييفو، جمهورية البوسنة والهرسك الاشتراكية، هو لاعب كرة سلة بوسني أمريكي. بدأ مسيرته الاحترافية في سنة 2011. يبلغ طوله 6 قدم 8 بوصة (2.0 م). لعب مع تايغرز توبينغن والنادي العربي (قطر).